# Айык, Ахмет
Ахмет Айык (тур. Ahmet Ayık); 31 марта 1938, Эскикёй, Сивас, Турция — турецкий борец вольного стиля, карачаевского происхождения, чемпион и призёр Олимпийских игр, двукратный чемпион мира, двукратный чемпион Европы, 10-кратный чемпион Турции.

## Биография
С 9 лет выступал в соревнованиях по масляной борьбе в ходе народных праздников. В 12-13 лет переехал в Стамбул, где начал заниматься вольной борьбой. В 1956 году вернулся на родину, продолжал занятия. В декабре 1958 года пошёл в армию, стал победителем чемпионата вооружённых сил. В 1960 году, оставаясь на службе, попал в сборную.
Дебютировал на международных соревнованиях в 1962 году, заняв 2 место на чемпионате Адриатики. На Средиземноморских играх 1963 года стал их победителем. На чемпионате мира, однако, остался лишь пятым.
На Летних Олимпийских играх 1964 года в Токио боролся в категории до 97 килограммов (полутяжёлый вес). Выбывание из турнира проходило по мере накопления штрафных баллов. За чистую победу штрафные баллы не начислялись, за победу по очками при любом соотношении голосов начислялся 1 штрафной балл, любое поражение по очкам каралось 3 штрафными баллами, чистое поражение - 4 штрафными баллами. В схватке могла быть зафиксирована ничья, тогда каждому из борцов начислялись 2 штрафных балла. Если борец набирал 6 или более штрафных баллов, он выбывал из турнира. Титул оспаривали 16 человек. В категории подобрались очень сильные соперники: советский борец Александр Медведь, иранец Голамреза Тахти, болгарин Саид Мустафов. Так случилось, что Ахмет Айык встретился со всеми конкурентами уже в предварительных схватках, в двух встречах победитель не был выявлен (во встрече с Александром Медведем турок даже выигрывал, но не смог удержать преимущество). В результате, последние два круга Ахмет Айык был свободен от борьбы, ожидая того места, которое мог бы занять в результате схваток соперников — а он мог выйти и на первое место. Однако, Александр Медведь в финале победил Мустафова чисто, не набрал штрафных баллов и Айык остался на втором месте.
| Круг  | Соперник          | Страна                                    | Результат | Основание                  | Время схватки |
| ----- | ----------------- | ----------------------------------------- | --------- | -------------------------- | ------------- |
| 1     | Саид Мустафов     | Болгария                                  | Ничья     | (2 штрафных балла)         |               |
| 2     | Хью Уильямс       | Австралия                                 | Победа    | Туше (0 штрафных баллов)   | 7:51          |
| 3     | Александр Медведь | Союз Советских Социалистических Республик | Ничья     | (2 штрафных балла)         |               |
| 4     | Голамреза Тахти   | Иран                                      | Победа    | По очкам (1 штрафной балл) |               |
| 5     | -                 | -                                         | -         | -                          | -             |
| Финал | -                 | -                                         | -         | -                          | -             |

В 1965 году на чемпионате мира по вольной борьбе стал чемпионом мира, в 1966 году завоевал «серебро» на чемпионате Европы. В 1967 году победил и на чемпионате Европы, и на чемпионате мира.
В 1967 году признан "Спортсменом года" в Турции.
На Летних Олимпийских играх 1968 года в Мехико  боролся в категории до 97 килограммов (полутяжёлый вес). Выбывание из турнира проходило по мере накопления штрафных баллов. За чистую победу штрафные баллы не начислялись, за победу за явным преимуществом начислялось 0,5 штрафных балла, за победу по очкам 1 штрафной балл, за ничью 2 или 2,5 штрафных балла, за поражение по очкам 3 балла, поражение за явным преимуществом 3,5 балла, чистое поражение — 4 балла. Если борец набирал 6 или более штрафных баллов, он выбывал из турнира.
Титул оспаривали 16 спортсменов. В финальной схватке с советским борцом Шотой Ломидзе, турецкого борца устраивала ничья и он добился этого результата, став чемпионом олимпийских игр.
| Круг  | Соперник            | Страна                                    | Результат | Основание                  | Время схватки |
| ----- | ------------------- | ----------------------------------------- | --------- | -------------------------- | ------------- |
| 1     | Саид Мустафов       | Болгария                                  | Победа    | По очкам (1 штрафной балл) |               |
| 2     | -                   | -                                         | -         | -                          | -             |
| 3     | Джесс Льюис         | Соединённые Штаты Америки                 | Ничья     | (2 штрафных балла)         |               |
| 4     | Ришард Длугош       | Польша                                    | Победа    | По очкам (1 штрафной балл) |               |
| 5     | Хорлоогийн Баянмунх | Монголия                                  | Победа    | Туше (0 штрафных баллов)   | 1:02          |
| 6     | -                   | -                                         | -         | -                          | -             |
| 7     | Йожеф Чатари        | Венгрия                                   | Победа    | Туше (0 штрафных баллов)   | 10:12         |
| Финал | Шота Ломидзе        | Союз Советских Социалистических Республик | Ничья     | (2 штрафных балла)         |               |

В 1970 году победил ещё на одном чемпионате Европы и ушёл из большого спорта.

Лишь одному Александру Медведю за счет огромных физических усилий удавалось сбить его в партер своим коронным приемом — для остальных соперников это было несбыточной мечтой.— 
С 12 сентября 1970 года по 1978 год был президентом федерации борьбы Турции, затем был советником в той же федерации. В 1980 году организовал Фонд борьбы, с 1993 года являлся его президентом. В 1996 году вновь стал президентом федерации борьбы Турции. С 1998 года член совета директоров FILA. С ноября 2000 года в отставке с поста президента федерации борьбы.
Член Зала славы борьбы FILA 
Дважды женат: от первого брака в 1958 году имеет троих детей (сын и две дочери), от второго - сына. В разводе.